# Carta Régia de 22 de agosto de 1422
A Carta Régia de 22 de agosto de 1422 foi o documento através do qual o rei D. João I determinou que o calendário, em Portugal, se passasse a reger pela era de Cristo em vez da era de César.
Assim, os documentos oficiais, em Portugal, passaram a datar-se de 1422 da era de Cristo e não de 1460 da era de César.